# تیری فرمو
تیری فرمو (فرانسوی: Thierry Frémaux‎؛ زادهٔ ۲۹ مهٔ ۱۹۶۰ در تولینز) مدیر انستیتو لومیر و دبیر هنری جشنواره فیلم کن است.
تیری فرمو دارای مدرک کارشناسی ارشد در تاریخ معاصر از دانشگاه لومیر لیون ۲ است.
در ۱۰ مه ۲۰۲۰، تیری فرمو، کارگردان و منتقد از طرف جشنواره کن، انتخاب فیلم بندتا (۲۰۲۱) را تأیید کرد و اظهار داشت که «پل ورهوفن در فیلمی باشکوه دیدگاهی اروتیک، شیطانی و همچنین سیاسی از قرون وسطی را ارائه می‌دهد.»